# Zunyi
Zunyi (forenklet kinesisk: 遵义; traditionel kinesisk: 遵義; pinyin: Zūnyì) er en kinesisk by på præfekturniveau i den nordlige del af  provinsen Guizhou i det sydlige Kina. De to største bydistrikter  HuiChuan og Honghuagang, har til sammen en befolkning på  800,000 mennesker og hele præfekturet har en befolkning på omkring 7 millioner mennesker et areal på 30,763 km2.
Zunyis befolkning er overvejende hankinesere, men også 36 minoritetsgrupper er repræsenteret, deriblandt tujia-, miao- og gelaofolkene.
Zunyi er centralt beliggende i et smukt  område i det nordlige Guizhou, ved floden  Xiangjiang, som er en biflod til Wujiang og senere den store  Yangtzeflod. Området ligger i omkring  900 meters højde,  og er et af de vigtigste historiske og kulturelle centre i provinsen. 
Byen har en del industri: Metallurgi, kraftværk, bygningsmaterialer, fødevareindustri. Byen er også blevet et trafikknudepunkt.  

## Administrative enheder
Zunyi består af to bydistrikter,  otte amter, to autonome amter og to byamter:
- Bydistriktet Honghuagang (红花岗区), 595 km², 500.000 indbyggere, sæde for lokalregeringen;
- Bydistriktet Huichuan (汇川区), 709 km², 320.000 indbyggere;
- Amtet Zunyi (遵义县), 4.104 km², 1,15 millioner indbyggere;
- Amtet Tongzi (桐梓县), 3.190 km², 660.000 indbyggere;
- Amtet Suiyang (绥阳县), 2.566 km², 510.000 indbyggere;
- Amtet Zheng'an (正安县), 2.595 km², 590.000 indbyggere;
- Amtet Fenggang (凤冈县), 1.883 km², 420.000 indbyggere;
- Amtet Meitan (湄潭县), 1.845 km², 470.000 indbyggere;
- Amtet Yuqing (余庆县), 1.630 km², 280.000 indbyggere,;
- Amtet Xishui (习水县), 3.128 km², 670.000 indbyggere;
- Det autonome amt Daozhen for gelao- og miaofolkene (道真仡佬族苗族自治县), 2.156 km², 320.000 indbyggere;
- Det autonome amt Wuchuan for gelao- og miaofolkene (务川仡佬族苗族自治县), 2.773 km², 430.000 indbyggere;
- Byamtet Chishui (赤水市), 1.801 km², 300.000 indbyggere;
- Byamtet Renhuai (仁怀市), 1.788 km², 600.000 indbyggere.

## Historie og turisme
Det kinesiske kommunistparti har byen på listen over sine «røde pilegrimsmål» da byen var åsted for et vigtigt møde for den røde armés politbureau under revolutionsårene, under «den lange march» i januar 1935. Som mødested benyttede de byens katolske kirke, bygget i smuk lokal stil.
I 1953 gjorde regeringen kirken til et mindesmærke for Mao Zedong, og man renoverede også det hus som han boede i. Den stedlige katolske sognepræst, fader Xia, fik som erstatning et stykke land med et hus på. Han blev senere kastet i fængsel. Efter 20 år blev han løsladt og i 1985 fuldt rehabiliteret, og i 1987 begyndte han på bygningen af den nuværende kirke.

## Trafik
Kinas rigsvej 210 går gennem området. Den begynder i Baotou i Indre Mongolia, fører gennem Yan'an, Xi'an, Chongqing og Guiyang og ender  i Nanning i Guangxi.
Kinas rigsvej 326 går gennem området. Den begynder i  Xiushan i Chongqing og går mod provinsen Guizhou, og ender i Hekou i Yunnan, ved grænsen til Vietnam og den vietnamesiske by Lao Cai.

27°41′N 106°54′Ø / 27.683°N 106.900°Ø